# Raid on Bungeling Bay
Raid on Bungeling Bay är ett tidigt dator/TV-spel designat av Will Wright.  Spelet utgavs av Brøderbund till Commodore 64 1984 och till NES och MSX 1985. Commodore 64-versionen utgavs i Storbritannien av Ariolasoft, och NES-versionen porterades av Hudson Soft.

## Handling
Spelaren styr en militärhelikopter, och skall beskjuta allt som rör sig, utom det hangarfartyg där helikoptern startar, och återvänder för reparation och att hämta fler bomber. Dock måste man skydda hangarfartyget från att förstöras av fienden. Huvudmålet på varje bana är att förstöra fiendens fabrik, vilket kräver ett visst antal bomber. Fientliga mål omfattar krigsfartyg, stridsflygplan, pansarvagnar, luftvärn och slutligen ett stort slagskepp.

### Fotnoter
1. 1 2  ”Raid on Bungeling Bay”. NES DB. 12 mars 1985. Arkiverad från originalet den 11 mars 2015. https://web.archive.org/web/20150311183427/http://www.nesdb.se/game_more.php?id=1205&rid=1. Läst 28 juni 2014.
2. ↑  ”Raid on Bungeling Bay” (på engelska). Mobygames. http://www.mobygames.com/game/raid-on-bungeling-bay. Läst 28 juni 2014.